# Старые Шарашли
Старые Шарашли (баш. Иҫке Шәрәшле) — село в Бакалинском районе Республики Башкортостан Российской Федерации. Административный центр Старошарашлинского сельсовета.

## География
Село находится на берегу реки Шерашлинка, вблизи границы с Татарстаном. 

### Географическое положение
Расстояние до:
- районного центра (Бакалы): 7 км,
- ближайшей ж/д станции (Туймазы): 81 км.

## Население
| 2002 | 2009 | 2010 |
| ---- | ---- | ---- |
| 463  | ↘415 | ↘410 |

### Национальный состав
Согласно переписи 2002 года, преобладающие национальности — русские (39 %), кряшены (39 %).

## Известные уроженцы
- Петров, Михаил Петрович (1904—1967) — советский военный деятель, полковник, Герой Советского Союза.